# Бабин зуб (биљка)
Бабин зуб (лат. Tribulus terrestris) једногодишња је зељаста биљка из фамилије Zygophyllaceae. Назив рода потиче од грчке речи tris што значи три и bolos што значи стрела по оружју које се у рату употребљавало против коњице, а сам плод ове биљке подсећа на стрелу. Придев врсте terrestris значи земљани и односи се на приземни раст биљке.

## Опис
Једногодишња зелена или сиво зелена биљка, покривена мање или више чврстим положеним длакама. Корен је танак, стабљика положена, углавном од до 10 до 30 центиметара висока, али може достићи и висину до чак 50 центиметара, једноставна или разграната. Листови се налазе на кратким дршкама, са 5 до 8 пари листића. Лиске по облику елиптичне или издужено јајасте, мање или више тупе, срцасте основе, на кратким дршкама. Брактеје мале, ланцетасто-кончастог облика. Цветови мали, на кратким петељкама, у пазуху листова. Цветови двополни, актиноморфни, појединачни. Чашица је грађена у знаку броја 5, листићи су опуштени, дужине од 2.5 до 3 милиметара, јајасти или ланцетасти, по ободу опнасти, на врху шиљати, који отпадају. Круница је грађена такође у знаку броја 5 од жутих листића, који су јајасто издужени и дугачки од 4 до 5 милиметара. Прашника укупно 10. Плодник јајасто-лоптаст, изграђен од 5 оплодних листића (карпела). Стубић кратак, велик, са жигом пирамидалног облика. Плод је шизокарпијум, мање или више лоптаст, обрастао бодљама и кратким положеним длакама, којима се каче за крзно животиња и тако разносе. Биљка у години може произвести и до чак 5700 семена. Цвета у периоду од јуна до септембра.  

## Станиште
На сувим, нарочито песковитим теренима, у степским областима, поред путева, на сувим падинама. 

## Опште распрострањење
Распрострањена је у сушним и суптропским пределима јужне Европе (и на Балкану), Азије и Северне Америке. 

## Варијабилност врсте
Tribulus terrestris var. terrestris - Војводина: Делиблатска пешчара; Источна Србија: Прахово (Радујевац), Буринци; Југоисточна Србија: Ниш (околина), Пирот (Станичење, Сопот), Грделица. Плодови покривеним маљавим или вунастим длакама. 
Tribulus terrestris var. orientalis - Војводина: Банат. Плодови голи или са проређеним чекињама. 

## Занимљивости
У кинеској и индијској традиционалној медицини сматра се да храни и негује полно ткиво, те се користи код урогениталних проблема. Од 1970-их година, совјетски бодибилдери су промовисали употребу и на Западу.
У контролисаним експериментима потврђено је значајно дејство тинктуре биљке на ниво тестостерона код малих животиња, али само занемарљиво, потпуно у оквиру стандардних вредности, повећање хормоналног нивоа код људи.